# Extremera
Extremera es una localidad del municipio de Liérganes (Cantabria, España). En el año 2008 contaba con una población de 31 habitantes (INE). La localidad se encuentra a 250 metros de altitud sobre el nivel del mar, y a 3,5 kilómetros de la capital municipal, Liérganes.
- Datos: Q5555848